# Tulip Siddiq
Tulip Rizwana Siddiq (bengali : টিউলিপ রেজওয়ানা সিদ্দীক), née le 16 septembre 1982, est une femme politique britannique qui est membre du Parlement de Hampstead et Kilburn depuis 2015. Membre du Parti travailliste, elle est auparavant conseillère municipale du borough londonien de Camden pour Regent's Park de 2010 à 2014.

## Jeunesse
Tulip Siddiq est la fille du professeur d'économie Shafiq Siddiq et de Sheikh Rehana, qui a obtenu l'asile politique au Royaume-Uni alors qu'elle est adolescente. Ils se sont rencontrés lorsque Shafiq Siddiq étudie pour un doctorat et se marient à Kilburn en 1977. Elle a un frère aîné, Radwan « Bobby » Mujib, et une sœur cadette, Rupi. Siddiq est née à l'hôpital de St Helier, à Londres. Lorsqu'elle a quinze ans, la famille déménage à Hampstead. Elle est élevée en tant que musulmane et déclare que « sa famille avait intégré le multiculturalisme britannique ». Au cœur de la communauté juive du nord de Londres, elle assiste au séder avec ses voisins et va à Limmud (en). Enfant, elle rencontre Nelson Mandela, Bill Clinton et Mère Teresa, et sa famille est invitée à la Maison Blanche.
Elle fréquente la Royal School de Hampstead, avant d'obtenir un diplôme de premier cycle en littérature anglaise à l'University College de Londres, puis une maîtrise au King's College de Londres. En septembre 2011, elle obtient un deuxième master en politique, réglementation et gouvernement.
Son grand-père maternel est Sheikh Mujibur Rahman, père fondateur et premier président du Bangladesh. La sœur aînée de sa mère est la Première ministre du Bangladesh, Sheikh Hasina. En 1975, des soldats de l'armée du Bangladesh prennent d'assaut la maison de la mère de Siddiq au Bangladesh et assassinent le grand-père de Siddiq, Sheikh Mujibur Rahman, ainsi que ses trois fils et seize autres membres de sa famille lors d'un coup d'État militaire. La mère et la tante de Siddiq survivent alors qu'elles étaient en visite en Allemagne.

## Carrière politique

### Débuts
À l'âge de 16 ans, Siddiq rejoint le parti travailliste. Le père de Siddiq subit une attaque cérébrale, qui le laisse handicapé et incapable de parler pendant cinq ans,. Elle cite le National Health Service et les soins que son père handicapé reçoit comme étant la raison de son adhésion. Elle indique Barbara Castle comme son héroïne politique et décrit sa mère et sa tante maternelle comme « deux féministes très fortes ».
Elle travaille pour Amnesty International, l'Autorité du Grand Londres, chez Philip Gould Associates, le cabinet de conseil politique dirigé par le stratège du New Labour, Philip Gould,, Save the Children et Brunswick, où elle travaille sur des initiatives de responsabilité sociale des entreprises pour de grands fabricants britanniques, ainsi que pour les parlementaires Oona King, Sadiq Khan et Harry Cohen (en). Siddiq participe à la campagne d'Ed Miliband pour devenir leader du parti travailliste, et en tant que conseiller spécial de Tessa Jowell. Elle fait campagne pour des partis politiques au niveau international et, en 2008, fait campagne pour Barack Obama aux États-Unis.
Lors d'une élection partielle en 2006, Siddiq se présente sans succès au Conseil de Camden. Lors des élections locales de 2010, elle devient la première femme bangladaise à siéger au Conseil de Camden, où elle est membre du cabinet pour la culture et les communautés jusqu'en mai 2014.
En juillet 2013, elle est choisie par les membres du parti local comme candidate travailliste potentielle au parlement pour la circonscription de Hampstead et Kilburn,, malgré une campagne de dénigrement. En 2013 et 2014, elle fait campagne contre le projet d'extension de la ligne ferroviaire à grande vitesse High Speed 2, et contre les frais élevés sur la Kilburn High Road. Elle fait également campagne pour soutenir les services locaux, notamment pour maintenir ouverte la caserne de pompiers de Belsize, pour améliorer l'accès aux handicapés à la station de métro de West Hampstead et pour sauver le bureau de poste de Swiss Cottage.

### Membre du Parlement

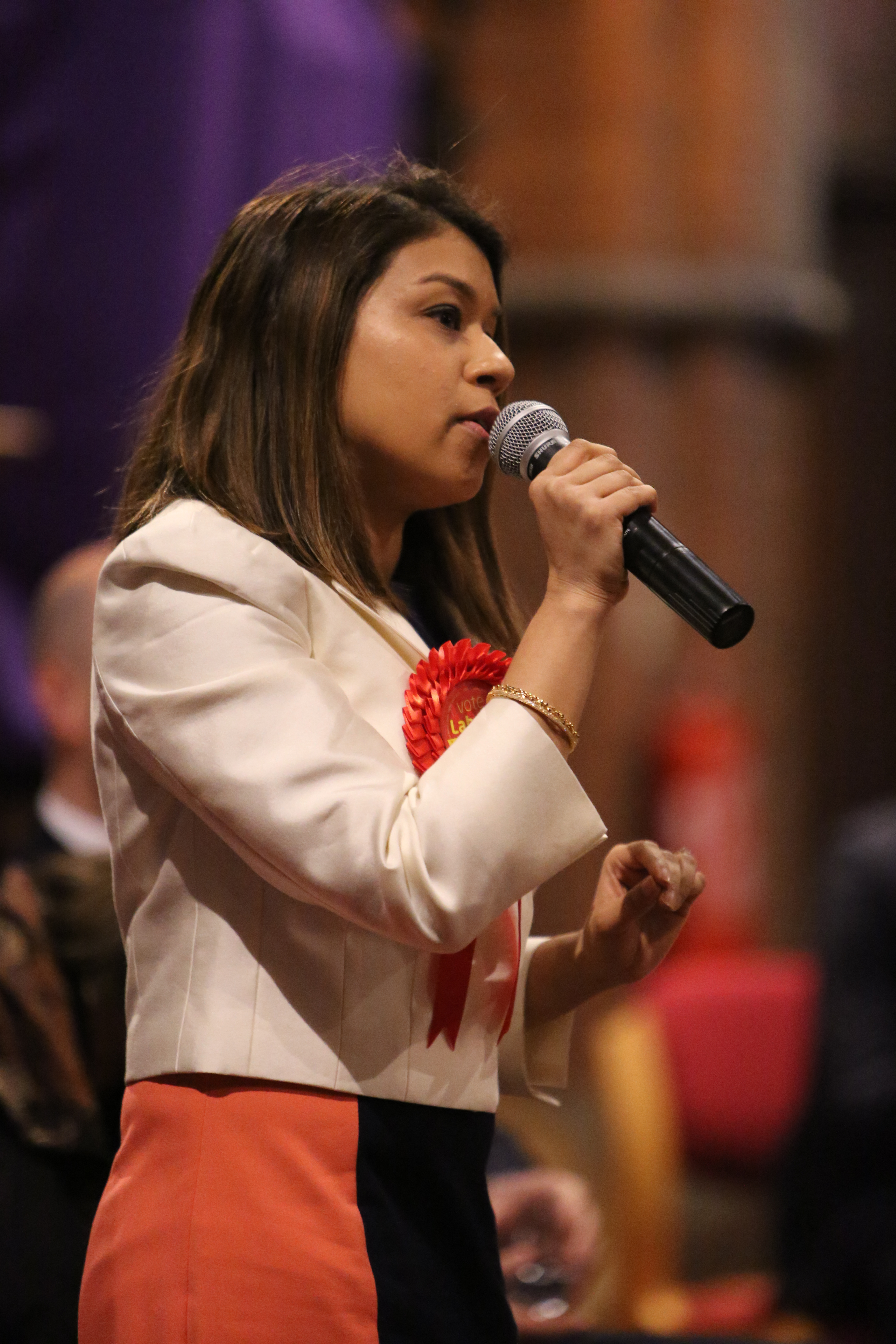
Tulip Siddiq en 2015.

Lors des élections générales de 2015, Siddiq remporte le siège de Hampstead et Kilburn avec 23 977 voix, soit un pourcentage de vote de 67,3%. Le siège est auparavant occupé par Glenda Jackson et était le deuxième plus disputé du pays, après que Jackson le conserve par seulement 42 voix en 2010. Il est présenté en 2015 comme le scrutin le plus réservé du Royaume-Uni. En juin 2015, Siddiq est nommée vice-présidente du groupe parlementaire multipartite contre l'antisémitisme. Elle est également membre de la commission spéciale sur les femmes et les inégalités. Le même mois, elle est l'une des 36 parlementaires travaillistes à proposer la candidature de Jeremy Corbyn à l'élection pour la direction du parti travailliste, bien qu'elle soutienne ensuite Andy Burnham.
En septembre 2015, Tulip Siddiq, Keir Starmer et Catherine West écrivent une lettre au Premier ministre britannique David Cameron pour demander une action urgente afin de résoudre la crise des réfugiés due à la guerre civile syrienne,. Le même mois, elle est nommée secrétaire privée permanente du ministre du cabinet fantôme pour la culture, les médias et les sports, Michael Dugher,,. En novembre 2015, elle fait campagne contre la modification des contrats des médecins en formation. Toujours en novembre, le premier discours de Siddiq au Parlement est jugé par la BBC comme l'un des sept meilleurs de l'année 2015 pour le nombre de parlementaire. En octobre 2016, elle est nommée ministre de l'éducation au sein du premier cabinet fantôme du parti travailliste au Parlement,, assumant la responsabilité de la garde d'enfants et de l'éducation de la petite enfance et travaillant avec la secrétaire d'État à l'éducation du cabinet fantôme, Angela Rayner.
En novembre 2016, Siddiq soutient une motion au Parlement pour que le Royaume-Uni retire son soutien à l'intervention dirigée par l'Arabie saoudite au Yémen. En janvier 2017, elle démissionne du premier cabinet du parti travailliste pour voter contre le déclenchement de l'article 50 du traité sur l'Union européenne. Siddiq déclare que parce qu'environ 75 % de sa circonscription de Hampstead et Kilburn a voté pour rester dans l'Union européenne et qu'elle ne pouvait pas « se réconcilier » avec la position du Labour. Siddiq obtient le soutien de Camden pour l'Europe, au sein des campagnes Open Britain (en) et Best for Britain (en), en raison de sa décision de voter contre l'article 50. En juin 2017, lors des élections générales, Siddiq conserve son siège avec une majorité accrue de 15 560 voix,,.
En août 2017, Siddiq demande aux entreprises de « remédier au déséquilibre » dans l'emploi des personnes de la BAME (Black, Asian and minority ethnic) afin d'améliorer la diversité de sa main-d'œuvre. En septembre 2017, elle est nommée président du nouveau groupe parlementaire multipartite sur la garde d'enfants et l'éducation précoce. Le même mois, elle écrit au ministère de l'intérieur pour demander que les passeports des enfants soient modifiés de manière à contenir le nom de leurs deux parents afin d'éviter toute confusion dans les aéroports et aux frontières. Siddiq a été arrêtée avec sa fille au contrôle des frontières britanniques alors qu'elle revenait d'un voyage en famille jusqu'à ce que son mari les rejoigne, parce qu'elle n'avait pas le même nom de famille dans son passeport que son enfant,,.
En novembre 2017, alors qu'elle fait campagne pour la libération de la citoyen britanno-iranienne Nazanin Zaghari-Ratcliffe, qui est détenue en Iran, Alex Thomson (en) de Channel 4 News et ITN lui demande d'utiliser ses liens familiaux avec le gouvernement bangladais, dirigé par sa tante, pour libérer l'avocat britannique Ahmad bin Quasem, qui aurait été enlevé par les forces de sécurité de l'État au Bangladesh. Le rédacteur en chef de l'émission, Ben de Pear, se plaint du « comportement menaçant » de Siddiq auprès d'une productrice enceinte, tandis que Siddiq se plaint à la police de ses interlocuteurs,,. Elle présente ensuite ses excuses dans une déclaration à la productrice, Daisy Ayliffe, pour l'offense.
En mai 2018, Siddiq soutient une campagne pour l'égalité des salaires visant à faire pression sur les employeurs. Le même mois, elle qualifie d'« injustifiées » et d'« inhumaines » les actions de l'armée israélienne lors des manifestations à la frontière de Gaza. Elle déclare : « Je condamne sans réserve ces violations du droit international et des droits de l'homme par Israël... La protestation a été double - pour mettre en évidence les conditions choquantes dans lesquelles les Palestiniens sont contraints de vivre et pour réclamer leur droit de retourner dans leurs foyers... ». En août 2018, Tulip Siddiq se jointe aux appels internationaux pour que le gouvernement de sa tante libère le photographe bangladais Shahidul Alam, emprisonné après avoir fait un reportage sur les protestations d'écoliers à propos de problèmes de sécurité routière, et qui a ensuite déclaré avoir été torturé,.
Lors des élections générales britanniques de décembre 2019, Siddiq conserve son siège de parlementaire de la circonscription Hampstead et Kilburn avec un total de 28 080 voix contre 13 892 pour son opposant, le conservateur, Johnny Luk (en). En janvier 2020, elle récupère son poste de ministre de la jeunesse du cabinet fantôme, poste qu'elle a abandonné en 2017.
En mars de la même année, Tulip Siddiq interroge le ministre des affaires étrangères sur les informations selon lesquelles Nazanin Zaghari-Ratcliffe, toujours emprisonnée en Iran, aurait attrapé le coronavirus. Plus tard dans l'année, en juillet, elle exprime son opposition au projet de loi sur l'immigration, adopté par la Chambre des communes, en déclarant que « le plus exaspérant est peut-être le fait que cela signifie que de nombreuses personnes qui ont travaillé sans relâche dans notre système de santé pendant la pandémie ne seront plus autorisées à venir vivre dans ce pays ».
Lors du remaniement du cabinet fantôme britannique de novembre 2021, elle est devenue ministre fantôme de la ville.
En janvier 2025, Tulip Siddiq, démissionne de sont poste de  secrétaire d'État britannique au Trésor, à la suite d'une enquête anti-corruption au Bangladesh impliquant sa famille.

## Autres activités
Siddiq a été membre du conseil d'administration de West Euston Partnership et est dirigeante du Camden and Islington NHS Foundation Trust (en). Elle a occupé les postes de responsable nationale BAME (Black, Asian and Minority Ethnic) pour le Young Labour et de responsable des femmes pour le London Young Labour. Elle est membre du conseil exécutif de Unite the Union, membre du parti coopératif, membre de la Royal Society of Arts et est également membre de l'Association des journalistes du Commonwealth pour le Royaume-Uni. Elle a également supervisé l'engagement de Camden dans les Jeux olympiques de Londres de 2012, qui ont vu le lancement de trois programmes pour encourager davantage d'activités physiques, l'Académie sportive de Camden, les Jeux scolaires et communautaires, et les Ambassadeurs proactifs.
Siddiq a été pendant deux ans directrice des écoles primaires Beckford et Richard Cobden et est actuellement gouverneur du Working Men's College de Camden. Depuis janvier 2014, elle soutient un certain nombre d'organisations à Hampstead et Kilburn, notamment en tant que gouverneur de l'école primaire Emmanuel et de la crèche Granville Plus, ainsi qu'en tant qu'administratrice du Camden Arts Centre. Elle a également écrit pour le Hampstead et Highgate Express en tant que correspondante à l'étranger, couvrant principalement les élections américaines.

## Reconnaissance
En janvier 2013, Siddiq a été nommé dans le « British Bangladeshi Power & Inspiration 100 ». En décembre 2014, elle a été nommée par The Guardian comme « one to watch » dans la politique britannique. En avril 2015, le Sunday Times l'a décrite comme l'une des « étoiles montantes » du Parti travailliste,.

## Vie privée
Tulip Siddiq est musulmane, mais elle se dit « plus culturelle que religieuse ». En 2013, elle a épousé Christian William St John Percy (né en 1984), qui est directeur d'entreprise et consultant en stratégie ayant fait ses études à Cambridge et ayant travaillé dans la fonction publique britannique,. Elle vit avec son mari dans un appartement de Finchley Road, West Hampstead, à Londres. En avril 2016, Siddiq a donné naissance à une fille au Royal Free Hospital de Hampstead,.
Le mari de Tulip Siddiq est de religion chrétienne. Siddiq elle-même a déclaré dans une interview : « Je suis musulmane et Chris est chrétien, mais nous avons simplement maintenu notre propre culture et religion en nous intéressant à celle de l'autre. Nous enseignons à notre fille les deux et elle choisira quand elle sera plus âgée. Elle fera des choses culturelles musulmanes et bangladaises avec moi, mais elle sait aussi ce qu'est l'église ».
Elle a donné naissance à un fils en janvier 2019. Deux jours avant la naissance, elle s'est rendue aux Communes en fauteuil roulant, pour un vote critique lié au Brexit. Le 29 janvier, à la suite d'un changement constitutionnel, elle est devenue la première parlementaire à voter par procuration.
La fille de Siddiq fréquente une crèche juive. Depuis qu'elle est devenue députée, Siddiq a pris la parole à Limmud et assiste à des manifestations à la synagogue. En avril 2019, elle annonce qu'un parent est mort dans les attentats de Pâques de 2019 au Sri Lanka.